# Larnax (Gattung)
 Larnax  ist eine Gattung aus der Familie der Nachtschattengewächse (Solanaceae), mit etwa 16 Arten. Die Pflanzen sind meist krautig, bilden Büsche oder kleine Bäume. Verbreitungsgebiet sind die gebirgigen und vorgebirgigen Feuchtwälder der Anden in Südamerika, von Venezuela, Kolumbien und Ecuador bis ins nördliche Peru.

## Beschreibung

### Vegetative Merkmale
Larnax-Arten sind verholzende oder krautige Pflanzen, die Wuchshöhen von 0,5 bis 2, selten bis zu 4 Metern erreichen. Die Sprossachse ist manchmal gerippt.
Die wechselständig angeordneten Laubblätter sind in Blattstiel und Blattspreite gegliedert. Die  Blattstiele sind meist 10 bis 12 (6 bis 45) mm lang, in Ausnahmefällen auch deutlich kürzer (3 bis 7 (10) mm). Die Blattspreiten sind schmal-eiförmig, elliptisch bis eiförmig, schmal-elliptisch oder rhombisch-elliptisch mit asymmetrischer Basis und zugespitztem oberen Ende. Die Hauptblätter haben eine Größe von 8,5 bis 15 (35) cm × 1,6 bis 12 (15) cm. Die Nebenblätter sind meist 2,5 bis 5,5 (0,5 bis 9) Zentimeter lang sowie selten 0,6 bis meist 2 bis 4,8 Zentimeter breit.

### Generative Merkmale
Die Blüten treten meist in Gruppen von 8 bis 15, selten bis zu 30 in verwachsenen Büscheln auf, nur selten treten weniger, zum Teil auch einzeln stehende Blüten auf. Die Blüten sind teilweise sehr klein (4,6 bis 7 mm lang), in einigen Arten jedoch auch mit (8) 10 bis 16 mm etwas länger oder sogar noch größer (13 bis 22 mm). Der Kelch ist 1,5 bis 3 mm lang und becher- oder glockenförmig. Die Kronblätter sind weiß, grünlich, blassgelb oder purpurfarben, manchmal mit violetten Punkten.
Die Früchte der Larnax-Arten sind Beeren, meist rund oder abgeflacht rund, 7 bis 12 (18) mm im Durchmesser oder eher elliptisch und 12 bis 20 mm lang. Die saftigen orange-roten, roten oder grünlich-gelben Beeren enthalten (30) 45 bis 100 (150) nierenförmigen Samen mit einer Größe von (1,6) 2 bis 2,8 (3,2) mm Durchmesser. Die Beeren sind komplett vom sich vergrößernden, herz-, glockenförmig oder abgeflacht runden Kelch umschlossen, der eng an der Beere anliegen oder sie nur lose umhüllen kann.

## Systematik

### Taxonomie und Botanische Geschichte
Die Gattung Larnax wurde 1849 von John Miers vorgeschlagen, als er die zuvor von Hipólito Ruiz López und José Antonio Pavón y Jiménez als Physalis subtriflora erstbeschriebene Art als Larnax subtriflora der neuen Gattung zuordnete. Zunächst wurde der Gattungsstatus nicht anerkannt, vor allem weil George Bentham sie als Synonym zu Athenaea sah und andererseits Michel Félix Dunal sie mit Withania vereinte. Erst 1977 wurde die Gattung von Armando Hunziker erneut eingeführt, als er zu den bis dahin drei bekannten Arten drei weitere hinzufügte. Weitere Arten wurden ab 1995 beschrieben, als durch ausgedehnte Exkursionen durch das südliche Ecuador und das nördliche Peru bisher unbekannte Populationen gefunden wurden. Der Gattungsstatus wurde lange Zeit bezweifelt, oft wurden die Arten der Gattung Larnax der Gattung Deprea zugeordnet, aber bei Leiva et al. 2006 ist die Gültigkeit beider Gattungen anerkannt.

### Arten
Innerhalb der Gattung Larnax werden bei Leiva et al. 2006 26 gültig beschriebene Arten anerkannt:
- Larnax andersonii N.W.Sawyer
- Larnax darcyana N.W.Sawyer
- Larnax dilloniana S.Leiva, Quip. & N.W.Sawyer
- Larnax glabra (Standl.) N.W.Sawyer
- Larnax grandiflora N.W.Sawyer & S.Leiva
- Larnax harlingiana Hunz. & Barboza
- Larnax hawkesii Hunz.
- Larnax kann-rasmussenii S.Leiva & Quip.
- Larnax longipedunculata S.Leiva, E.Rodr. & J.Campos
- Larnax lutea S.Leiva
- Larnax macrocalyx S.Leiva, E.Rodr. & J.Campos
- Larnax nieva S.Leiva & N.W.Sawyer
- Larnax parviflora N.W.Sawyer & S.Leiva
- Larnax peruviana (Zahlbr.) Hunz.
- Larnax pilosa S.Leiva, E.Rodr. & J.Campos
- Larnax psilophyta N.W.Sawyer
- Larnax purpurea S.Leiva
- Larnax sachapapa Hunz.
- Larnax sagasteguii S.Leiva, Quip. & N.W.Sawyer
- Larnax sawyeriana S.Leiva, E.Rodr. & J.Campos
- Larnax schjellerupiae S.Leiva & Quip.
- Larnax steyermarkii Hunz.
- Larnax subtriflora (Ruiz & Pav.) Miers
- Larnax suffruticosa (Dammer) Hunz.
- Larnax sylvarum (Standl. & C.V.Morton) N.W.Sawyer
- Larnax vasquezii S.Leiva, E.Rodr. & J.Campos